# Family of the Year
Family of the Year er et amerikansk indie rockband fra Los Angeles, Californien. Det består af Joseph Keefe (vokal og guitar), Sebastian Keefe (trommer og vokal), James Buckey (guitar og vokal) og Christina Schroeter (keyboard og vokal). Deres musik bruger mange melodiske vokalharmonier og folkemusik-elementer.
Deres sang "Hero" fra 2012 blev brugt i Richard Linklaters  film Boyhood fra 2014 og blev i den forbindelse et top 10 hit i Østrig, Belgien, Tyskland og Schweiz.

## Diskografi
- Songbook (2009)
- Loma Vista (2012)
- Family of the Year (2015)
- Goodbye Sunshine Hello Nighttime (2018)[2]